# بلاط البحر
بلاّط البحر أو ليغيا أو قمل الصخور (الاسم العلمي: Ligia)، جنس دويبات من القشريات متماثلات الأرجل وفصيلة بلاطيات البحر. تعيش معظم أنواع بَلاّط البحر في منحدرات منطقة المد والجزر والشواطئ الصخرية، ولكن هناك العديد من الأنواع الأرضية بالكامل في البيئات ذات الرطوبة العالية.